# Liste der Kulturdenkmale in Mildstedt
In der Liste der Kulturdenkmale in Mildstedt sind alle Kulturdenkmale der schleswig-holsteinischen Gemeinde Mildstedt (Kreis Nordfriesland) aufgelistet (Stand: 10. März 2025).

## Legende
In den Spalten befinden sich folgende Informationen:
- Objekt-ID: die Nummer des Kulturdenkmales
- Lage: die Adresse des Kulturdenkmales und die geographischen Koordinaten. Kartenansicht, um Koordinaten zu setzen. In der Kartenansicht sind Kulturdenkmale ohne Koordinaten mit einem roten Marker dargestellt und können in der Karte gesetzt werden. Kulturdenkmale ohne Bild sind mit einem blauen Marker gekennzeichnet, Kulturdenkmale mit Bild mit einem grünen Marker.
- Offizielle Bezeichnung: Bezeichnung des Kulturdenkmales
- Beschreibung: die Beschreibung des Kulturdenkmales
- Bild: ein Bild des Kulturdenkmales

## Sachgesamtheiten
| Objekt-ID      | Lage                                  | Offizielle Bezeichnung | Beschreibung | Bild                             |
| -------------- | ------------------------------------- | ---------------------- | --- | -------------------------------- |
| 40629 Wikidata | Schulweg (54° 27′ 45″ N, 9° 5′ 50″ O) | Kirche Mildstedt       | Aktualisierung vorgesehen - Begründung: geschichtlich, künstlerisch, städtebaulich, Kulturlandschaft prägend - Schutzumfang: Kirche mit Ausstattung, Kirchhof, Grabmale bis 1870, Priesterpforte, Kirchhofspforten, Feldsteinböschungsmauer | weitere Fotos \| Fotos hochladen |

## Bauliche Anlagen
| Objekt-ID     | Lage                                              | Offizielle Bezeichnung  | Beschreibung | Bild            |
| ------------- | ------------------------------------------------- | ----------------------- | --- | --------------- |
| 5945          | Alter Weg 1 (54° 27′ 32″ N, 9° 5′ 40″ O)          | Wohnhaus                | Wohnhaus; 1868; eingeschossiger traufständiger Backsteinbau unter reetgedecktem Walmdach, Mauerwerk hell geschlämmt mit Backsteinfriesen und Mauerankern, mittiger Zwerchgiebel mit Backen - Begründung: geschichtlich, städtebaulich, Kulturlandschaft prägend - Schutzumfang: gesamtes Objekt - Denkmaltyp: Bauliche Anlage                   | BW              |
| 46227         | Hauptstraße 22 (54° 27′ 42″ N, 9° 5′ 42″ O)       | Wohnhaus                | Wohnhaus; 1904; eingeschossiger, traufständiger Backsteinbau unter pfannengedecktem Walmdach mit seitlichem, zweigeschossigen Risalit mit Ziergiebel; Vorgarten mit schmiedeeiserner Einfriedung - Begründung: geschichtlich, städtebaulich - Schutzumfang: Wohnhaus, Einfriedung, Vorgarten - Denkmaltyp: Bauliche Anlage                      | BW              |
| 5941 Wikidata | Hauptstraße 36 (54° 27′ 35″ N, 9° 5′ 48″ O)       | Wohnhaus                | Alteintragung (Aktualisierung vorgesehen) - Begründung: Alteintragung (Aktualisierung vorgesehen) - Schutzumfang: Alteintragung (Aktualisierung vorgesehen) - Denkmaltyp: Bauliche Anlage | BW              |
| 5942 Wikidata | Hauptstraße 36 (54° 27′ 34″ N, 9° 5′ 50″ O)       | Sog. Backhaus           | Alteintragung (Aktualisierung vorgesehen) - Begründung: Alteintragung (Aktualisierung vorgesehen) - Schutzumfang: Alteintragung (Aktualisierung vorgesehen) - Denkmaltyp: Bauliche Anlage | BW              |
| 5943 Wikidata | Hauptstraße 36 (54° 27′ 35″ N, 9° 5′ 50″ O)       | Kuhstall                | Alteintragung (Aktualisierung vorgesehen) - Begründung: Alteintragung (Aktualisierung vorgesehen) - Schutzumfang: Alteintragung (Aktualisierung vorgesehen) - Denkmaltyp: Bauliche Anlage | BW              |
| 5944 Wikidata | Hauptstraße 36 (54° 27′ 35″ N, 9° 5′ 48″ O)       | Scheune mit Pferdestall | Alteintragung (Aktualisierung vorgesehen) - Begründung: Alteintragung (Aktualisierung vorgesehen) - Schutzumfang: Alteintragung (Aktualisierung vorgesehen) - Denkmaltyp: Bauliche Anlage | BW              |
| 5950 Wikidata | Schulweg 4 (54° 27′ 47″ N, 9° 5′ 44″ O)           | Geesthardenhaus         | Alteintragung (Aktualisierung vorgesehen) - Begründung: geschichtlich, städtebaulich - Schutzumfang: gesamtes Objekt - Denkmaltyp: Bauliche Anlage | BW              |
| 5940          | Schulweg 8 (54° 27′ 45″ N, 9° 5′ 43″ O)           | Alte Schule             | Alte Schule; ca. 1. H. 19. Jh., 1853 erweitert; eingeschossiger Backsteinbau unter reetgedecktem Walmdach, breiter Backengiebel mit Backsteinzierfries und halbrundem Fenster, scheitrechte Fensteröffnungen - Begründung: geschichtlich, städtebaulich, Kulturlandschaft prägend - Schutzumfang: gesamtes Objekt - Denkmaltyp: Bauliche Anlage | BW              |
| 5939          | Schulweg 23 (54° 27′ 43″ N, 9° 5′ 48″ O)          | Pastorat                | Pastorat; 1883; eingeschossiger Backsteinbau unter schiefergedecktem Satteldach, reiche Ziergiebel über dem Süd-, West- und Nordrisalit, Fassade reich gestaltet mit Backsteinzierfriesen, Rundblenden und Spitzbogenfenstern - Begründung: geschichtlich, städtebaulich - Schutzumfang: gesamtes Objekt - Denkmaltyp: Bauliche Anlage          | BW              |
| 4097 Wikidata | Schulweg (54° 27′ 45″ N, 9° 5′ 51″ O)             | Kirche mit Ausstattung  | Alteintragung (Aktualisierung vorgesehen) - Begründung: geschichtlich, künstlerisch, städtebaulich - Schutzumfang: gesamtes Objekt - Denkmaltyp: Bauliche Anlage, Sachgesamtheit: Kirche Mildstedt | Fotos hochladen |
| 494           | Schwesing-Bahnhof 10 (54° 28′ 49″ N, 9° 8′ 22″ O) | Bahnhof Schwesing       | Bahnhof Schwesing; 1854; eingeschossiger, traufständiger, gelber Backsteinbau unter flachem, schiefergedeckten Walmdach mit scheitrechten Fenster- und Türöffnungen; ehem. Abortgebäude - Begründung: geschichtlich, technisch - Schutzumfang: Bahnhof Schwesing, Nebengebäude - Denkmaltyp: Bauliche Anlage                                    | BW              |

## Gründenkmale
| Objekt-ID      | Lage                                  | Offizielle Bezeichnung | Beschreibung | Bild |
| -------------- | ------------------------------------- | ---------------------- | --- | ---- |
| 19492 Wikidata | Schulweg (54° 27′ 46″ N, 9° 5′ 48″ O) | Kirchhof               | Alteintragung (Aktualisierung vorgesehen) - Begründung: geschichtlich, Kulturlandschaft prägend - Schutzumfang: Kirchhof, Grabmale bis 1870, Priesterpforte, Kirchhofspforten, Feldsteinböschungsmauer - Denkmaltyp: Gründenkmal, Sachgesamtheit: Kirche Mildstedt | BW   |

## Quelle
- Liste der Kulturdenkmale in Schleswig-Holstein – Kreis Nordfriesland (PDF)

- Karte mit allen Koordinaten:
- OSM |
- WikiMap